# Johanna III av Burgund
Johanna III av Burgund, född 1308, död 1349, var en fransk prinsessa, och regerande vasallgrevinna av Burgund (Franche-Comté) och Artois. Hon var även hertiginna av Burgund genom sitt äktenskap med hertig Odo IV av Burgund. Hon var dotter till kung Filip V av Frankrike och vasallgrevinnan Johanna II av Burgund.

## Biografi
Johanna var fransk prinsessa som dotter till en fransk kung. Hon gifte sig 1318 med Odo IV av Burgund. 
Vid sin mors död 1330 ärvde hon tronen i grevedömet Burgund och tronen i grevedömet Artois, och blev därmed själv monark. Under hennes levnad var grevedömet Burgund och hertigdömet Burgund därför förenat genom äktenskap, och vid hennes och makens död ärvdes de två Burgundiska rikena och Artois av deras sonson Filip, och förenades därmed till ett rike. 
När Filip dog barnlös 1361 splittrades riket igen, och hertigdömet övertogs av franska kungahuset, medan grevedömet Burgund och grevedömet Artois ärvdes av hennes syster Margareta I av Burgund. Riket förenades igen när Johannas systersons dotter, Margareta III av Flandern, Burgund och Artois, gifte sig med hertigen av Burgund.     